# 第5回統一地方選挙
第5回統一地方選挙（だい5かいとういつちほうせんきょ）は、地方自治体の首長と議会議員を全国一斉に改選するため、1963年4月17日と4月30日の2回に分けて投票が行われた日本における地方選挙である。

## 概要
日本国憲法施行後の地方自治制度発足に伴って実施された第1回統一地方選挙（1947年4月）から数えて5回目となる統一地方選挙である。首長と議員およそ4万6千名余りが改選された。中央政治との関係、財政問題など地方自治の基本的なあり方を含めた豊富な争点を持っていた。特に地域格差の是正に関しては、新産業都市の指定など中央政界と結びついた問題が多く、各政党とも関心が強かった。知事選挙では東京と大阪、北海道、福岡、岩手、大分において保守と革新が正面から挑む構図となった。

## 実施された選挙

### 4月17日投票
都道府県知事選挙：20都道府県（うち4県では無投票当選）
北海道、岩手県、秋田県、茨城県、千葉県、東京都
神奈川県、長野県、福井県、大阪府　和歌山県、三重県
徳島県、岡山県、福岡県、大分県　　
（以下無投票当選）島根県、佐賀県、宮崎県、鹿児島県　
都道府県議会議員選挙：46都道府県（2,688名改選）
沖縄県は米軍施政下にあるため対象外
政令指定都市市長選挙：2市
横浜市・大阪市　
政令指定都市市議会議員選挙：5市
横浜市・名古屋市・京都市・大阪市・神戸市　

### 4月30日投票
市長選挙：168市（うち36市では無投票当選）
市議会議員選挙：356市
東京都特別区議会議員選挙：22区
町村長選挙：1106町村（うち460町村では無投票当選）
町村議会議員選挙：1484町村

## 選挙結果
党派の凡例
自＝自由民主党、社＝日本社会党、無＝無所属
新旧の凡例
現＝現職、新＝新人

### 4月17日投票
知事選では新人同士の一騎討ちとなった岩手県と千葉県を除いた全地域で現職が再選された。岩手県では接戦の末に革新系無所属が当選、福岡県と大分県でも革新系の現職知事が保守系候補を破って再選された。
都道府県知事選挙：投票率74.62%
- 北海道（詳細）：町村金五（自現）
- 岩手県：千田正（無新）
- 秋田県：小畑勇二郎（無前）
- 茨城県：岩上二郎（無前）
- 千葉県：友納武人（自新）
- 東京都（詳細）：東竜太郎（無前）

- 神奈川県：内山岩太郎（無前）
- 長野県：西沢権一郎（無前）
- 福井県：北栄造（自前）
- 大阪府：左藤義詮（自前）
- 和歌山県：小野真次（自前）
- 三重県：田中覚（無前）

- 徳島県：原菊太郎（自前）
- 岡山県：三木行治（無前）
- 福岡県：鵜崎多一（社前）
- 大分県：木下郁（無前）

| 党派       | 当選者 | 得票       |
| ---------- | ------ | ---------- |
| 自由民主党 | 7      | 4,395,339  |
| 日本社会党 | 1      | 1,711,814  |
| 日本共産党 | 0      | 521,074    |
| 諸派       | 0      | 37,250     |
| 無所属     | 12     | 12,924,259 |

都道府県議会議員選挙：投票率76.85%
| 党派         | 当選者 | 得票数     |
| ------------ | ------ | ---------- |
| 自由民主党   | 1,601  | 19,964,114 |
| 日本社会党   | 519    | 8,785,223  |
| 民主社会党   | 86     | 1,876,776  |
| 日本共産党   | 22     | 848,304    |
| 公明政治連盟 | 56     | 1,028,944  |
| 諸派         | 62     | 786,329    |
| 無所属       | 342    | 6,098,880  |

政令指定都市市長選挙
横浜市：飛鳥田一雄（社新）
大阪市：中馬馨（無新）
| 党派       | 当選者 | 得票      |
| ---------- | ------ | --------- |
| 自由民主党 | 0      | 106,904   |
| 日本社会党 | 1      | 279,964   |
| 無所属     | 1      | 1,470,652 |

政令指定都市市議会議員選挙
| 党派         | 当選者 | 得票      |
| ------------ | ------ | --------- |
| 自由民主党   | 149    | 1,268,456 |
| 日本社会党   | 79     | 694,997   |
| 民主社会党   | 47     | 463,335   |
| 日本共産党   | 14     | 233,991   |
| 公明政治連盟 | 38     | 325,903   |
| 諸派         | 4      | 40,832    |
| 無所属       | 38     | 482,093   |

### 4月30日投票
- 投票率
  - 市町村長選挙：81.57%[1]
  - 市区町村議会議員選挙：79.55%[1]

市長選挙
| 自由民主党 | 26  | 1,305,979 |
| 日本社会党 | 12  | 877,207   |
| 日本共産党 | 0   | 84,383    |
| 諸派       | 0   | 834       |
| 無所属     | 130 | 5,218,757 |

市議会議員選挙（東京都特別区議会議員選挙を含む）
| 自由民主党   | 2,166 | 4,256,606  |
| 日本社会党   | 1,274 | 2,150,950  |
| 民主社会党   | 217   | 464,570    |
| 日本共産党   | 356   | 637,461    |
| 公明政治連盟 | 721   | 1,336,123  |
| 諸派         | 31    | 40,035     |
| 無所属       | 7,962 | 10,927,416 |

町村長選挙
| 自由民主党 | 31    | 155,907   |
| 日本社会党 | 4     | 50,895    |
| 日本共産党 | 0     | 9,428     |
| 諸派       | 0     | 2,332     |
| 無所属     | 1,070 | 3,739,692 |

町村議会議員選挙
| 自由民主党   | 526    | 159,442   |
| 日本社会党   | 596    | 214,249   |
| 民主社会党   | 50     | 18,418    |
| 日本共産党   | 308    | 110,383   |
| 公明政治連盟 | 2      | 1,459     |
| 諸派         | 4      | 1,630     |
| 無所属       | 28,386 | 7,859,119 |